# Hastingsia serpentinicola
Hastingsia serpentinicola är en sparrisväxtart som beskrevs av Becking. Hastingsia serpentinicola ingår i släktet Hastingsia och familjen sparrisväxter. Inga underarter finns listade i Catalogue of Life.